# Ferrocarril en Taiwán

Mapa de los ferrocarriles de Taiwán con las principales estaciones de TRA y sus nombres.

El transporte ferroviario en Taiwán consta de 2.025 kilómetros (en 2015) de redes ferroviarias. Aunque ya no es tan dominante como antes, el transporte ferroviario es una forma de transporte extremadamente importante en Taiwán debido a la alta densidad de población, especialmente a lo largo del corredor occidental, densamente poblado. En 2016, más de 1.090 millones de pasajeros viajaron en tren en Taiwán, con una media de 2,99 millones de pasajeros al día.
Los ferrocarriles de Taiwán incluyen ferrocarriles convencionales, sistemas de tránsito rápido y ferrocarriles de alta velocidad, así como ferrocarriles especializados para turistas e industria. La Administración de Ferrocarriles de Taiwán es miembro asociado y el Ferrocarril de Alta Velocidad de Taiwán es miembro activo de la Unión Internacional de Ferrocarriles (UIC), aunque Taiwán no es miembro estatal.
El transporte ferroviario se introdujo en Taiwán en 1891, durante la última época Qing. Los ferrocarriles de vagones de empuje llegaron a Taiwán durante el dominio japonés y estuvieron en servicio general desde 1895 hasta finales de la década de 1940.
Todos los servicios ferroviarios se encuentran en la isla principal de Taiwán. Las islas exteriores, como Penghu, Kinmen y Matsu, no tienen ferrocarril.

## Ferrocarriles interurbanos
Hay dos sistemas ferroviarios que prestan servicio de transporte interurbano en Taiwán:
| Nombre              | Ferrocarriles de Taiwán  | Tren de Alta Velocidad de Taiwán |
| Logotipo            |                          |                                  |
| Chino               | 臺灣鐵路                 | 台灣高速鐵路                     |
| Tipo de servicio    | Ferrocarril convencional | Ferrocarril de alta velocidad    |
| Fecha de apertura   | 1891-10-20               | 2007-01-05                       |
| Ancho de vía        | 1067 mm (3' 6")          | 1435 mm (4' 81/2")               |
| Líneas              | 13                       | 1                                |
| Estaciones          | 228                      | 12                               |
| Longitud de sistema | 1065 km (662 mi)         | 349,5 km (217 mi)                |

Los Ferrocarriles de Taiwán son administrados por la agencia gubernamental Taiwan Railways Administration. La TRA opera tanto el servicio de pasajeros como el único servicio de mercancías del país. Las líneas principales forman un bucle alrededor de la isla que conecta la mayoría de las principales ciudades del país, con pequeños ramales en varios puntos del interior. La TRA opera tanto trenes interurbanos por todo Taiwán como servicios de cercanías a las principales ciudades. El Tren de Alta Velocidad de Taiwán está gestionado por una empresa privada en régimen de franquicia llamada Taiwan High Speed Rail Corporation, y contiene servicios de pasajeros entre Nangang (Taipéi) y Zuoying (Kaohsiung), con una ruta que atraviesa el oeste de Taiwán.
|  |  |  |  |

## Tránsito urbano
Los sistemas de transporte ferroviario urbano son gestionados por los gobiernos locales. Actualmente hay cinco operadores en los principales centros urbanos de Taiwán.
| Nombre                   | Área                          | Tráfico anual           | Líneas de metro | Metro Estaciones | Estaciones de metro | Líneas de tren ligero | Estaciones de tren ligero | Longitud del tren ligero |
| ------------------------ | ----------------------------- | ----------------------- | --------------- | ---------------- | ------------------- | --------------------- | ------------------------- | ------------------------ |
| Taipei Metro             | Taipéi, Nuevo Taipéi          | 789.599 millones (2019) | 6               | 119              | 146,2 km (91 mi)    |                       |                           |                          |
| Kaohsiung Rápido Transit | Kaohsiung                     | 127.855 millones (2018) | 2               | 37               | 53,3 km (33 mi)     | 1                     | 23                        | 12,8 km (8 mi)           |
| Taoyuan Metro            | Taoyuan, Taipéi, Nuevo Taipéi | 27.962 millones (2019)  | 1               | 21               | 51,03 km (32 mi)    |                       |                           |                          |
| Nuevo Taipei Metro       | Nuevo Taipéi, Taipéi          | 3.122 millones (2019)   |                 |                  |                     | 1                     | 14                        | 9,55 km (6 mi)           |
| Taichung Metro           | Taichung                      |                         | 1               | 18               | 16,71 km (10 mi)    |                       |                           |                          |

La mayoría de los sistemas de transporte ferroviario urbano utilizan un ancho de vía estándar de 1.435 mm, excepto la línea Wenhu del metro de Taipéi, que utiliza el sistema VAL con un ancho de vía de 1.880 mm. La línea principal del metro de Taoyuan se llama Taoyuan Airport MRT, que conecta el aeropuerto internacional de Taoyuan, el mayor de Taiwán, con Taipéi y Zhongli, Taoyuan. Además de los cinco sistemas citados, también estaba previsto construir sistemas de metro en los municipios de Tainan y Hsinchu. Sin embargo, el Ministerio de Transportes y Comunicaciones rechazó las propuestas en enero de 2010 por cuestiones presupuestarias y por considerarlas prematuras. Recientemente, la mayoría de los planes de nuevos sistemas de tránsito ferroviario urbano han adoptado el ferrocarril ligero por razones de eficiencia presupuestaria.
|  |  |  |  |

## Ferrocarriles industriales y turísticos

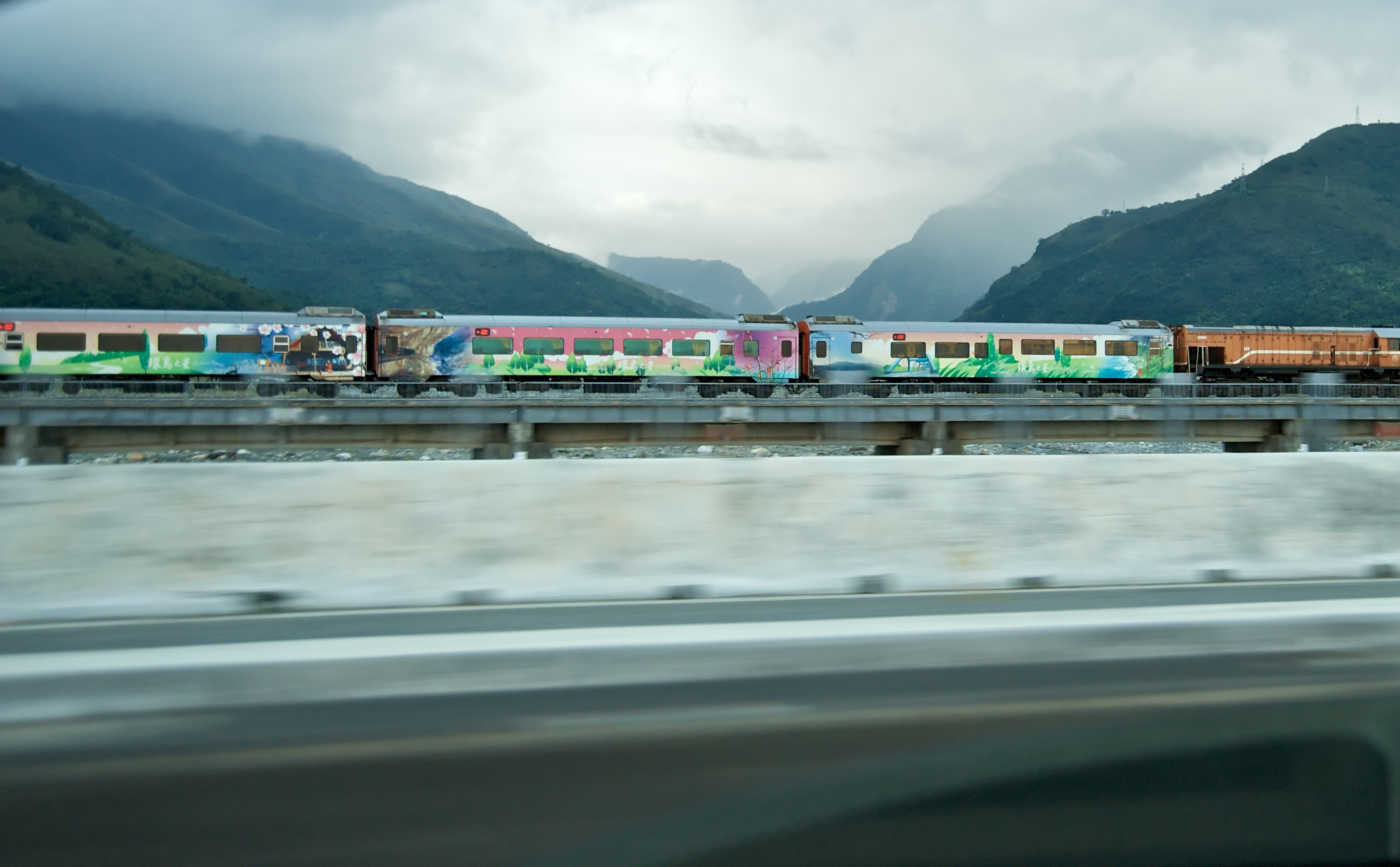
Tren turístico Formosa Express.

Los ferrocarriles industriales se construyeron principalmente en la época japonesa para transportar materias primas y productos industriales, especialmente caña de azúcar para la industria azucarera, y madera para la industria maderera de Taiwán. Después de la Segunda Guerra Mundial, estas industrias decayeron considerablemente y estos ferrocarriles fueron remodelados como atracciones turísticas a principios del siglo XXI.
| Nombre            | Ferrocarriles azucareros de Taiwán      | Ferrocarriles forestales de Taiwán |
| Chino             | 臺灣糖業鐵路                            | 臺灣森林鐵路                       |
| Propietario       | Taiwan Sugar Corporation                | Forestry Bureau                    |
| Logotipo          |                                         |                                    |
| Fecha de apertura | 1906                                    | 1912                               |
| Ancho de vía      | 762 mm (2' 6")                          | 762 mm (2' 6")                     |
| Número de líneas  | 1 línea industrial, 5 líneas turísticas | 4 líneas turísticas                |

Los Ferrocarriles Azucareros de Taiwán son una extensa serie de líneas de vía estrecha situadas principalmente en el centro y el sur de Taiwán, construidas originalmente para transportar la caña de azúcar por las compañías azucareras en la época japonesa, pero que también podían prestar un servicio limitado de pasajeros. Los servicios regulares de pasajeros se interrumpieron en 1982. En 2003 se reanudaron algunos servicios ferroviarios de corta distancia. Actualmente hay seis líneas en funcionamiento.
| Nombre             | Chino    | Longitud          | Ubicación                  | Ubicación |
| ------------------ | -------- | ----------------- | -------------------------- | --------- |
| Línea Magongcuo    | 馬公厝線 | 16,1 km (10,0 mi) | Huwei, Yunlin              |           |
| Línea Xihu         | 溪湖線   | 3,6 km (2,2 mi)   | Xihu, Changhua             |           |
| Línea Zhecheng     | 蔗埕線   | 2,56 km (1,6 mi)  | Lioujiao, Chiayi           |           |
| Línea Baweng       | 八翁線   | 5,6 km (3,5 mi)   | Xinying Y Liouying, Tainan |           |
| Línea Xingang Este | 新港東線 | 2,7 km (1,7 mi)   | Houbi, Tainan              |           |
| Línea Qiaotou      | 橋頭線   | 1,5 km (0,9 mi)   | Ciaotou, Kaohsiung         |           |

Sólo la línea de Magongcuo en la Refinería de Azúcar de Huwei sigue en uso industrial, las otras cinco líneas se han transformado en ferrocarriles patrimoniales.
Los Ferrocarriles Forestales se construyeron para la explotación forestal y la industria maderera, y ahora se han vuelto a poner en marcha como servicios ferroviarios turísticos en alta montaña.
| Nombre                                          | Chino          | Longitud        | Ubicación                            | Ubicación |
| ----------------------------------------------- | -------------- | --------------- | ------------------------------------ | --------- |
| Ferrocarril del bosque de Alishan               | 阿里山森林鐵路 | 86 km (53,4 mi) | Ciudad de Chiayi y Condado de Chiayi |           |
| Ferrocarril del bosque de la montaña de Taiping | 太平山森林鐵路 | 0 km (0 mi)     | Condado de Yilan                     |           |
| Ferrocarril del bosque de Luodong               | 羅東森林鐵路   | 3,9 km (2,4 mi) | Condado de Yilan                     |           |
| Tren panorámico de Wulai                        | 烏來台車       | 1,5 km (0,9 mi) | Wulai, Nueva Taipéi                  |           |

El Ferrocarril del Bosque de Alishan es actualmente la mayor red ferroviaria turística de Taiwán, operada por la Administración de Ferrocarriles de Taiwán. El Ferrocarril Forestal de Luodong y el Ferrocarril Forestal de la Montaña de Taiping estaban interconectados para transportar la madera cosechada de la Montaña de Taiping a Luodong, Yilan, y transferirla a los principales sistemas ferroviarios de Taiwán. Ahora sólo funciona un corto tramo de 3,9 km cerca de la estación de Tiansongpi. El tren panorámico de Wulai era originalmente vías para carros de empuje, ahora funciona un automóvil ligero para los turistas.

## Ancho de vía
El primer ferrocarril de Taiwán se completó en 1893 bajo los auspicios del gobernador Liu Mingchuan durante la era Qing y fue reconstruido por los gobernadores generales durante la era japonesa. Desde entonces, los principales ferrocarriles de Taiwán han seguido el estándar de ancho de vía de 1.067 mm. La línea de Taitung se construyó durante la época japonesa con un ancho de vía de 762 mm, pero desde 1982 se ha convertido a 1.067 mm, mientras que el Alishan Forest Railway y la mayoría de los ferrocarriles azucareros de Taiwán siguen siendo ferrocarriles de 762 mm. El ferrocarril de alta velocidad de Taiwán y todos los sistemas de tránsito rápido utilizan vías de ancho estándar.

## Cultural

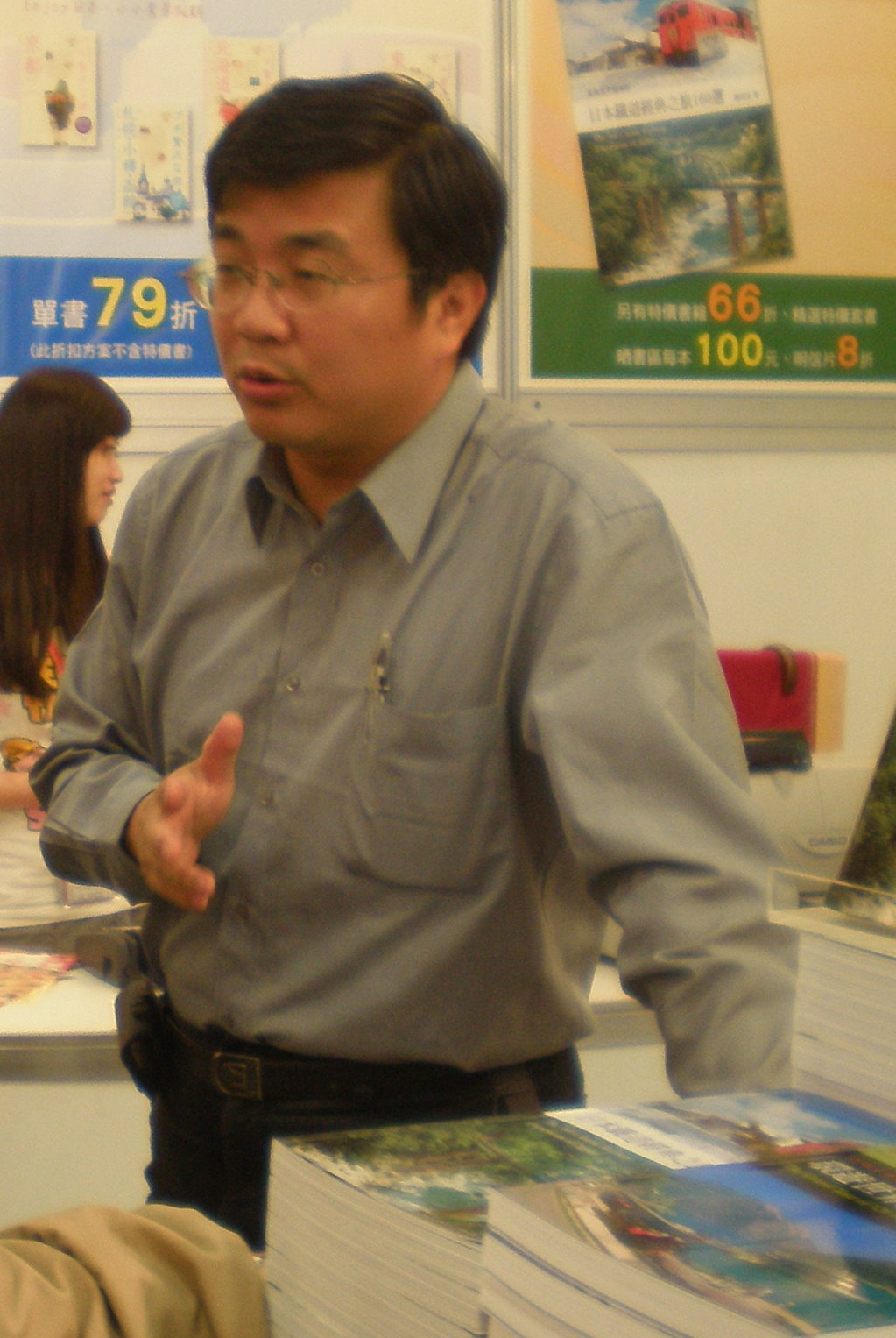
Su Jhao-Syu (1967-), destacado aficionado al ferrocarril y profesor de transporte.

Debido a la extensa red ferroviaria de Taiwán (incluidas muchas líneas industriales de vía estrecha ya desaparecidas que prestaban servicio de pasajeros a las zonas rurales), el ferrocarril en Taiwán tiene a menudo una connotación romántica, especialmente entre las generaciones mayores que recuerdan haber crecido cuando el viaje en tren era el principal medio de transporte entre ciudades en tiempos más sencillos (y menos prósperos). Muchos recuerdan que dejaban sus pueblos para ir a la escuela en ciudades lejanas en tren o que salían en tren para hacer el servicio militar obligatorio. Esta nostalgia se ha aprovechado en los últimos años con la introducción de diversos artículos, como los "nostalgia railroad ekiben" (懷舊鐵路便當), que pretenden ser copias auténticas de las cajas de comida que se servían a bordo de los trenes.
Algunos destacados entusiastas del ferrocarril en Taiwán son el meteorólogo Dr. Hung Chin-Wen y el profesor asistente técnico Su Jhao-Syu [zh] de la Universidad Nacional de Hostelería y Turismo de Kaohsiung.

## Más lecturas
- Baker, M.H. (agosto 1966). «Round the Isle of Taiwan Part 1: The Railways of Mountainous Formosa». Railway Magazine (784): 444-448.
- Baker, M.H. (septiembre 1966). «Round the Isle of Taiwan Part 2: Railway travel north and south across the Tropic of Cancer in Formosa». Railway Magazine (785): 528-532.